# Січень 2016
Січень 2016 — перший місяць 2016 року, що розпочався в п'ятницю 1 січня та закінчився в неділю 31 січня.

## Події
- 1 січня
  - Розпочався дворічний термін членства України в Раді Безпеки ООН
  - Набрала чинності зона вільної торгівлі між Україною та ЄС
  - Настав новий 2016 рік
- 2 січня
  - У Львівській області через невиплату зарплат страйкують шахтарі[1]
  - В Саудівській Аравії за звинуваченням у тероризмі страчений шиїтський проповідник Німр ан-Німр, що призвело до масових протестів[2]
- 3 січня
  - У Білорусі торгівці на базарах і в торгових центрах не вийшли на роботу через указ Лукашенка[3]
- 4 січня
  - IUPAC офіційно визнав відкриття хімічних елементів унунтрія, унунпентія, унунсептія та унуноктія
  - Росія заблокувала транзитні перевезення через РФ з України[4]
- 6 січня
  - Рада Безпеки ООН терміново скликана через можливе випробування КНДР термоядерної зброї[5]
- 8 січня
  - Мексиканський наркобарон Хоакін Гузман Лоера, відомий як «El Chapo», був знову спійманий після втечі 6 місяців назад із в'язниці[6]
- 11 січня
  - Аргентинський футболіст Ліонель Мессі вп'яте став володарем «Золотого м'яча»[7]
- 12 січня
  - Внаслідок теракту в Стамбулі в районі площі Султанахмет загинули, щонайменше, десять чоловік[8]
- 15 січня
  - У результаті серії терористичних атак в Уагадугу (Буркіна-Фасо) загинуло 30 людей, поранено 56.
- 16 січня
  - Різанина у Дейр-ез-Зор — контрнаступ військ ІДІЛ у місті Дейр-ез-Зор, Сирія.
- 17 січня
  - Подвійний золотий подіум України на Кубку світу та на Кубку IBU з біатлону
  - Відкрито механізм формування флори кишечника через мікроРНК, які виділяються епітелієм і потрапляють всередину бактерій.[9]
  - Блокада Криму набула офіційного статусу
  - США та Євросоюз заявили про зняття санкцій проти Ірану
- 18 січня
  - Франція ввела надзвичайний економічний стан[10]
- 20 січня
  - У Давосі розпочався 46-тий Всесвітній економічний форум[11]
  - Американські астрономи передбачають існування Дев'ятої планети — крижаного гіганта на задвірках Сонячної системи[12]
- 24 січня
  - Помер український спортсмен (бокс), спортивний суддя Анатолій Пацатий.[13]
- 25 січня
  - Епідемія хвороби, яку спричинює вірус Зіка примусила уряди низки країн Латинської Америки радити жінкам відкласти вагітність до вияснення всіх обставин[14]
- 26 січня
  - У Франції прокотилася хвиля протестів через страйк таксистів[15]
- 27 січня
  - AlphaGo стала першою програмою, що перемогла професійного гравця в Го[16]
  - У засіданні Верховної Ради України склали присягу троє нових суддів Конституційного Суду України (Віктор Кривенко, Віктор Колісник, Володимир Мойсик)[17]
- 30 січня
  - Президент України Петро Порошенко закликав редагувати українську Вікіпедію[18]
  - Анджелік Кербер обіграла першу ракетку світу Серену Вільямс і виграла Australian Open-2016[19]
- 31 січня
  - Помер український учений в галузі фізики, педагог, громадський діяч, ректор Тернопільського державного технічного університету імені Івана Пулюя у 1991—2007 рр. Олег Шаблій.[20]